# (11442) Seijin-Sanso
(11442) Seijin-Sanso ist ein Asteroid des inneren Hauptgürtels, der am 22. Oktober 1976 von Hiroki Kōsai und Kiichirō Furukawa am Kiso-Observatorium in Japan bei einer Helligkeit von 18,6 mag entdeckt wurde.
Nachdem der japanische Amateurastronomen Minoru Honda, der bereits zwölf Kometen und mehrere Novae entdeckt hatte, wegen der Lichtverschmutzung in Kurashiki keine Beobachtungen mehr durchführen konnte, errichtete er in den Bergen 30 km nördlich der Stadt eine private Sternwarte, die er „Seijin-Sansō“ (Sternwarte ‚Berghütte‘) nannte. Er fand dort 4 weitere Novae und führte 1990 noch Beobachtungen in der letzten Nacht seines Lebens durch.